# Start Garancia
A Start Garancia Zrt. a magyar állam tulajdonában lévő gazdasági társaság, amely állami viszontgarancia mellett nyújt kezességet nemzetgazdaságilag jelentős, nagy volumenű finanszírozási ügyletekhez.

## Története
A társaság 2006-ban jött létre.
Magyarország kormánya 2021-ben az 505/2021. számú kormányrendelettel döntött az új típusú állami viszontgarancia-rendszer működéséhez szükséges intézkedésekről, amelyek keretében a Start Garancia 100 százalékos állami tulajdonba került. Tulajdonosi joggyakorlója a Nemzetgazdasági Minisztérium (korábban Gazdaságfejlesztési Minisztérium).
2021 őszével a társaság működése érdemben is átalakult, a tevékenység fókuszába a nemzetgazdaságilag jelentős, nagy volumenű – egymilliárd forintot elérő – finanszírozási ügyletekhez kapcsolódó, állami viszontgarancia melletti kezességnyújtás lépett. A társaság hitelek, kötvények és bankgaranciák mögé egyaránt vállal intézményi kezességet.
2024 végére a Start Garancia Zrt. állami viszontgaranciával rendelkező kezességállománya elérte a 430 milliárd forintot, amely összesen 640 milliárd forintnyi hitel- és kötvénypiaci finanszírozás, illetve 860 milliárd forint értékű beruházás megvalósulását tette lehetővé.
A társaság a hazai kezességvállaló intézmények piacán komplementer szerepet tölt be a kis- és középvállalatok hitelfelvételét segítő Garantiqa Hitelgarancia Zrt. (GHG), illetve az agrárügyfelekre specializált Agrár-Vállalkozási Hitelgarancia Alapítvány (AVHGA) mellett.